# Biathlon na Zimowych Igrzyskach Olimpijskich 1994 – sztafeta kobiet
Biathlonowa sztafeta kobiet na Zimowych Igrzyskach Olimpijskich 1994 na dystansie 4 x 7,5 km odbyła się 25 lutego. Była to trzecia i ostatnia żeńska konkurencja biathlonowa podczas tych igrzysk. Zawody odbyły się na trasach i stadionie Birkebeineren skistadion, w Lillehammer. Do biegu zostało zgłoszonych 17 reprezentacji. 
Tytułu mistrzyń olimpijskich nie obroniła reprezentacja Francji, która tym razem zajęła trzecie miejsce. Nowymi mistrzyniami olimpijskimi zostały Rosjanki, a srebrny medal wywalczyły reprezentantki Niemiec. 

## Wyniki
| Pozycja | Nr | Reprezentacja                                                                              | Czas                                      | Strzelanie (L+S)    | Strata   |
| ------- | -- | ------------------------------------------------------------------------------------------ | ----------------------------------------- | ------------------- | -------- |
| 01 !    | 2  | Rosja · Nadieżda Tałanowa · Natalja Snytina · Łuiza Noskowa · Anfisa Riezcowa              | 1:47:19,5 27:21,1 27:25,4 26:59,0 25:34,0 | 0 0                 | —        |
| 02 !    | 1  | Niemcy · Uschi Disl · Antje Misersky · Simone Greiner-Petter-Memm · Petra Schaaf           | 1:51:16,5 26:56,8 26:38,5 30:43,1 26:58,1 | 3 3 0 0 3 3 0 0     | +3:57,0  |
| 03 !    | 5  | Francja · Corinne Niogret · Véronique Claudel · Delphyne Heymann · Anne Briand             | 1:52:28,3 27:32,5 28:15,3 28:30,2 28:10,3 | 0 1 0 0 0 1         | +5:08,8  |
| 4       | 15 | Norwegia · Ann-Elen Skjelbreid · Annette Sikveland · Hildegunn Fossen · Elin Kristiansen   | 1:54:08,1 29:36,7 28:21,2 28:17,0 27:53,2 | 0 2 0 1 0 0         | +6:48,6  |
| 5       | 7  | Ukraina · Wałentyna Cerbe-Nesina · Maryna Skołota · Ołena Petrowa · Ołena Ohurcowa         | 1:54:26,5 27:59.6 30:14,2 28:25,4 27:47,3 | 2 1 0 0 1 1 0 0 1 0 | +7:07,0  |
| 6       | 3  | Białoruś · Iryna Kakujewa · Natalja Piermiakowa · Natalja Ryżenkowa · Swietłana Paramygina | 1:54:55,1 30:10,9 29:19,5 28:43,9 26:40,8 | 5 3 4 0 1 1 0 2 0 0 | +7:35,6  |
| 7       | 6  | Czechy · Jana Kulhavá · Jiřina Pelcová · Iveta Knížková · Eva Háková                       | 1:57:00,8 29:03,0 30:24,5 30:19,5 27:13,8 | 3 0 0 0 1 0 2 0 0 0 | +9:41,3  |
| 8       | 16 | Stany Zjednoczone · Beth Coats · Joan Smith · Laura Tavares · Joan Guetschow               | 1:57:35,9 31:35,2 27:34,7 28:15,4 30:10,6 | 0 3 0 0             | +10:16,4 |
| 9       | 4  | Szwecja · Eva-Karin Westin · Catarina Eklund · Maria Schylander · Heléne Dahlberg          | 1:58:07,2 30:43,4 29:06,5 29:18,0 28:59,3 | 0 0                 | +10:47,7 |
| 10      | 10 | Finlandia · Katja Holanti · Tuija Sikiö · Mari Lampinen · Tuija Vuoksiala                  | 1:58:55,7 33:11,0 28:24,2 29:50,7 27:29,8 | 0 4 0 3 0 0 0 1 0 0 | +11:36,2 |
| 11      | 13 | Polska · Anna Stera · Helena Mikołajczyk · Agata Suszka · Halina Pitoń                     | 1:59:18,1 30:03,6 30:01,9 29:17,9 29:54,7 | 2 2 0 0 0 2 0 0 2 0 | +11:58,6 |
| 12      | 11 | Estonia · Jelena Poljakova-Všivtseva · Eveli Peterson · Krista Lepik · Merle Viirmaa       | 1:59:30,4 29:31,4 29:10,4 29:33,6 31:15,0 | 0 2 0 0 0 1         | +12:10,9 |
| 13      | 8  | Bułgaria · Marija Manołowa · Nadeżda Aleksiewa · Ekaterina Dafowska · Iwa Szkodrewa        | 2:00:16,2 29:33,3 31:47,3 29:26,1 29:29,5 | 2 1 0 0 1 1 1 0 0 0 | +12:56,7 |
| 14      | 12 | Chiny · Liu Guilan · Song Aiqin · Wang Jinping · Wang Jinfen                               | 2:01:08,8 30:42,8 28:51,0 33:04,2 28:30,8 | 2 3 0 0 2 2 0 1     | +13:49,3 |
| 15      | 14 | Kanada · Jane Isakson · Myriam Bédard · Inger-Kristin Berg · Lise Meloche                  | 2:02:22,7 31:42,6 27:20,9 32:15,6 31:03,6 | 3 3 0 0 3 0 0 3     | +15:03,2 |
| 16      | 17 | Rumunia · Adina Țuțulan-Șotropa · Mihaela Cârstoi · Ana Roman · Ileana Ianoşiu-Hangan      | 2:02:36,8 31:01,3 31:17,5 30:33,6 29:44,4 | 0 4 0 0 0 3 0 0 0 1 | +15:17,3 |
| 17      | 9  | Węgry · Anna Bozsik · Brigitta Bereczki · Éva Szemcsák · Beatrix Holéczy                   | 2:08:27,6 31:37,1 32:11,0 31:49,9 32:49,6 | 0 5 0 2 0 1 0 0     | +21:08,1 |